# Muhiddin Kabirij

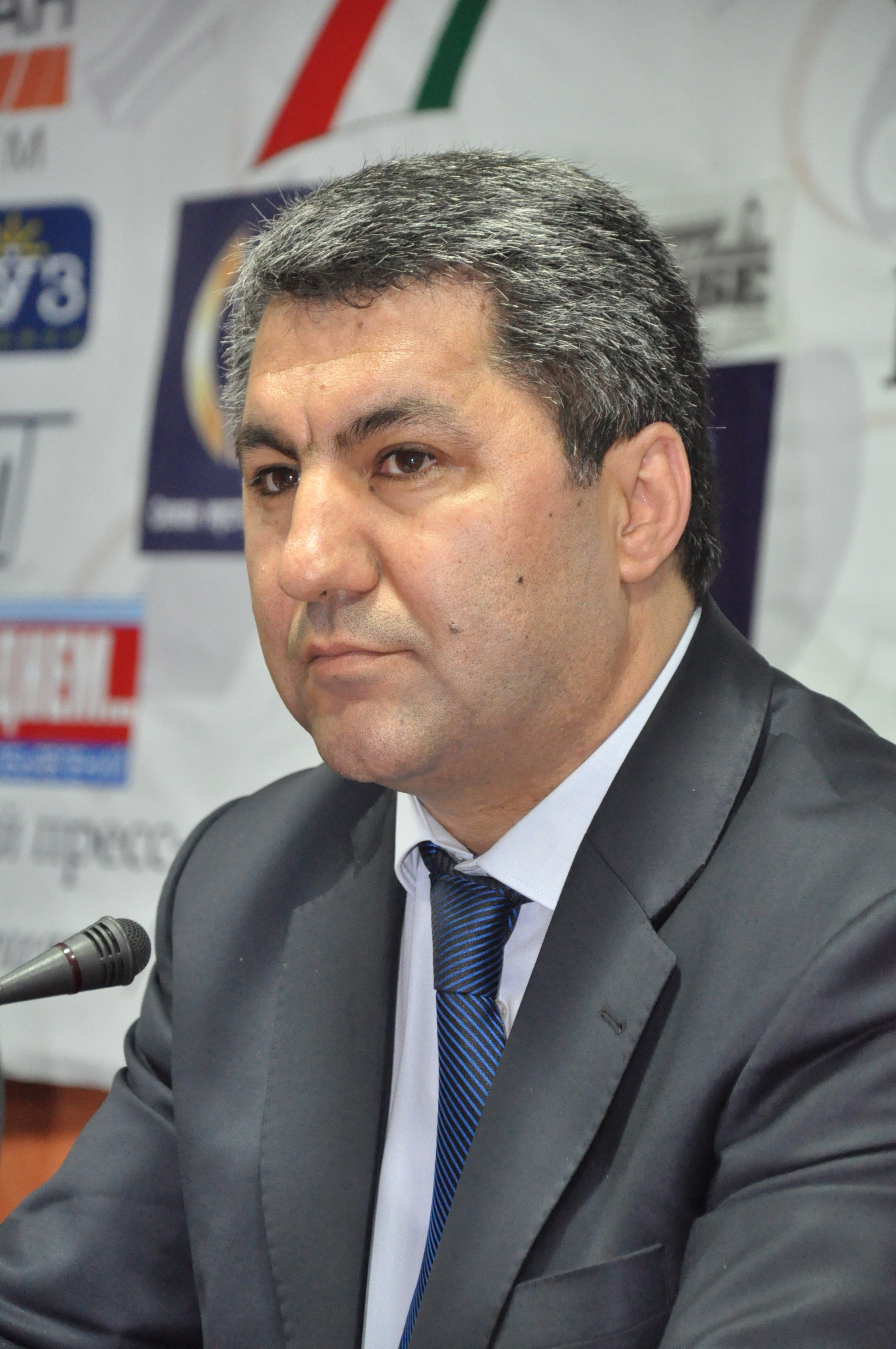
Muhiddin Kabirij (2012)

Muhiddin Kabirij (tadschikisch Муҳиддин Кабирӣ, russisch Муҳиддин Тиллоевич Кабиров Muhiddin Tillojewitsch Kabirow; * 20. Juli 1965 in der Provinz Faizabad, Tadschikische Sozialistische Sowjetrepublik, UdSSR) ist ein tadschikischer Politiker, ehemaliges Mitglied des tadschikischen Parlaments und Vorsitzender der Islamischen Partei der Wiedergeburt Tadschikistans (IPW), die seit August 2015 in Tadschikistan offiziell verboten ist.

## Biographie
Nach acht Jahren Schulausbildung schloss Kabirij 1983 die technische Schule für Statistik in der Stadt Ordschonikidseabad (heute Wahdat) ab. Nach seinem Militärdienst ließ er sich 1987 an der arabischen Abteilung der Tadschikischen Staatlichen Universität (heute Tadschikische Nationaluniversität) einschreiben. 1992 durchlief Kabirij einen speziellen Vorbereitungskurs an der Industrieuniversität in Sanaa, der Hauptstadt des Nordjemen. 1993 wurde er in die Diplomatische Akademie des russischen Außenministeriums aufgenommen.
Zwischen 1995 und 1997 ging Kabirij der unternehmerischen Tätigkeit in Moskau nach, wo er als Generaldirektor des Kulturzentrums „Sino“ und als stellvertretender Generaldirektor der nichtöffentlichen Aktiengesellschaft „Kalif“ tätig war.
1997 zog Kabirij von Moskau nach Duschanbe, wo er zum Assistenten des Vorsitzenden der Islamischen Partei der Wiedergeburt (IPW), Said Abdulla Nuri, ernannt wurde. Auf Vorschlag von Nuri stieg Kabirij im Jahr 2000 zuerst zum stellvertretenden und nach dem Tod von Nuri 2006 zum Parteivorsitzenden der IPW auf. Auf dem Parteitag der IPW 2010 wurde er als Parteichef wiedergewählt. 2005 und 2010 wurde Kabirij ins Unterhaus des tadschikischen Parlaments gewählt. 2015 konnte IPW jedoch den erneuten Einzug in die Oberste Versammlung Tadschikistans nicht mehr schaffen. Die Parteiführung erkannte anschließend die Wahlergebnisse nicht an.
Nach der historischen Niederlage begab sich Kabirij im März 2015 ins Ausland (Annahmen zufolge in die Türkei). Aufgrund immer wachsender Repressalien des Regimes von Emomalij Rahmon gegen die IPW rieten die Anhänger von Kabirij ihn von einer Rückkehr nach Tadschikistan ab. Kurz darauf setzte die tadschikische Regierung Kabirij auf die Interpol-Liste, wobei er als radikal-islamischer Militant eingestuft wurde. Doch Anfang 2018 wurde Kabirij aufgrund des politisch motivierten Charakters der Verfolgung aus dieser Liste gestrichen.
Im Februar 2017 bekam Kabirij den Asylstatus in einem der europäischen Länder. Sein genauer Aufenthaltsort wird aus Sicherheitsgründen geheim gehalten.

## Privates
Muhiddin Tillojewitsch Kabirij ist verheiratet und hat 7 Kinder. Er spricht fließend Tadschikisch, Russisch, Arabisch, Persisch und Englisch.